# GJ 1214 b
A GJ 1214 b egy 2009-ben felfedezett szuperföld exobolygó, mely a Kígyótartó csillagképben, a Földtől 13 parszek (nagyjából 40 fényév) távolságra lévő GJ 1214 jelű csillag körül kering. A CoRoT-7 b után ez a második olyan felfedezett exobolygó, melynek tömege és átmérője kisebb a Naprendszerben lévő óriásbolygókénál. A bolygó ezen felül azért jelentős, mert közel van a Földhöz, s egy kis csillag körül kering, s emiatt légkörét a mai technológiával is meg lehet vizsgálni.

## Jellemzői
A nagyjából 393–555 K (120–282 °C; attól függően, hogy a csillag sugárzásának mekkora hányadát veri vissza az űrbe) hőmérsékletével a GJ 1214 b hidegebb lehet, mint akármelyik eddigi fedéses égitesté.
Bár még nincs közvetlen jel a víz jelenlétére, a tömeg- és átmérőadatok alapján elképzelhető, hogy ez egy óceánnal fedett bolygó, melynek elsődleges (nagyjából a tömegének 75%-át kitevően víz, 25%-a pedig kőzet, ezt pedig egy hidrogénből és héliumból álló, a bolygó tömegének 0,05%-át kitevő légréteg veszi körül. A magas nyomás miatt a víz helyeként feltételezett mélyben nagy mennyiségben fordulhat elő folyékony víz, melynek egy része jég VII formában fedezhető fel. Bár még nem erősítették meg az egész bolygóra kiterjedő légkör jelenlétét, a bolygó relatív közelsége lehetővé teszi az űrben felállított, a Hubble űrtávcsőhöz hasonló teleszkópokkal való vizsgálatát. Ennek célja a létező légkör megtalálása és elemzése lenne.
A bolygórendszer becsült idős korából és a kiszámított hidrodinamikai szökési arányból arra lehet következtetni, hogy a bolygó élettartamának eddigi időszaka alatt légkörének jelentős részét elvesztette, s a jelenlegi légkör nem lehet az eredeti.

## Észlelése
A bolygók fedését a MEarth Project fedezte fel a Software Biswue Paramount ME 40 cm-es RC optikai rendszerrel és a kereskedelemben kapható kamerákkal felszerelt roboteszköz segítségével.

## Lásd még
- CoRoT-7 b

## Fordítás
Ez a szócikk részben vagy egészben  a(z)   333082960 című angol Wikipédia-szócikk ezen változatának fordításán alapul.  Az eredeti cikk szerkesztőit annak laptörténete sorolja fel. Ez a jelzés csupán a megfogalmazás eredetét és a szerzői jogokat jelzi, nem szolgál a cikkben szereplő információk forrásmegjelöléseként.